# Zembrzyce
Pour la gmina, voir Zembrzyce (gmina).
Zembrzyce est une localité polonaise, siège de la gmina de Zembrzyce, située dans le powiat de Sucha en voïvodie de Petite-Pologne.